# 洒狗血
洒狗血这个词来自旧梨园行，就是讲演员表演时不讲分寸、乱卖、造作，以致于做派失却了本真实在。
孫養農《談余叔岩》p.65：「較之一般二路先生，動輒亂加身段，亂使花腔，俗話所謂亂洒狗血者，喧賓奪主，忘卻本分」
近代以來「灑狗血」這詞可能最早在台灣普遍使用，一般意思指過於誇張或較明顯刻意挑動觀眾情緒的演出或劇情。在中國大陸意思接近，也是“开放内心、解放自我式的放大情绪的表演或行为”的一种形容词。這詞的由來有一種說法是：以前拍電視或電影的時候，每當有血腥的畫面或劇情，例如有人被殺，鏡頭就會拍一攤血噴在旁邊地上，這當然不會是真的人血，而會用狗血代替。後來「灑狗血」就引申用來形容演出的劇情或方式很暴力、血腥、誇張、荒謬等。
另一種說法：「灑狗血」的由來是：古早人家鬧鬼，請道士捉妖，如果妖狐法力高強，雙方鬥法到最後，道士或法師只好拿出最後絕招「灑狗血」，而且要黑狗的血，往往狗血一灑，妖怪就敗逃了！在電視圈裡提到這招，也是代表導演與編劇面臨劇情發展死胡同沒輒了，只好使出這最後絕招來提高收視率。